# 古斯塔夫·卡耶博特

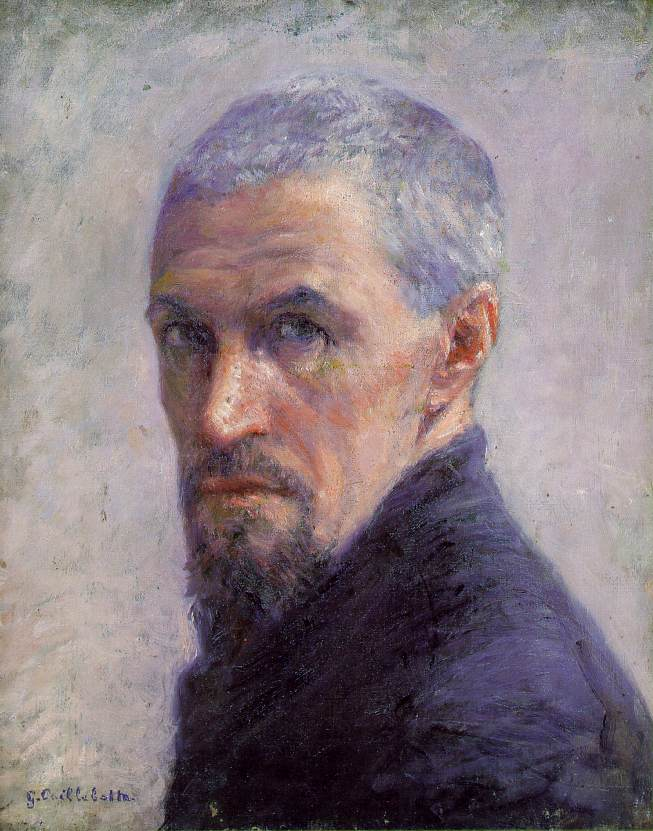
《自画像》，c. 1892，奥赛美术馆

古斯塔夫·卡耶博特（法語：Gustave Caillebotte，法語發音：[ɡystav kajbɔt]；1848年8月19日—1894年2月21日），法国印象派画家。他描绘了许多从室内窗边眺望窗外或巴黎街景的人物，例如《室内》，站在窗边的女性，背向着观众，右边侧面男性坐在椅子上看报纸。这是一幅率直的都市风景，描绘现代生活的瞬间——居住巴黎奥曼斯大道中产阶级的日常生活景象，洋溢富裕家庭的氛围。其他许多作品，如《阿让特的帆船》《下雨的巴黎街道》《奥曼斯大道上的交通岛》等，把大自然中明丽的光感和丰富的色彩描绘出来，呈现给观者的是光色之美。
卡耶博特出生于富贵家庭，除了自己作画，也不断购买同时代印象派画家好友们的绘画。他的收藏包括：莫奈14幅、毕沙罗19幅、雷诺阿10幅、西斯莱9幅、德加7幅、塞尚5幅、马奈4幅。1876年，卡耶博特28岁时，就决定将他的印象派收藏捐赠给法国，死后由雷诺阿监督入藏卢浮宫。
卡耶博特的作品以原创见称，其原创性在于作品的主题，尤其是巴黎改造时期各色人物的无聊与至极的孤独，但也包括乡村和自己的家庭亲友。他的技法也具有原创性，几近于摄影技法。

## 延伸阅读
- 何政广主编；黄舒屏撰文. 法国印象派异乡人 盖尔伯特. 石家庄市：河北教育出版社, 2005.